# Сото (језик)
Сото или сесото (сот. Sesotho), познат и као јужни сото или јужни сесото, јужни је банту језик групе сото-тсвана (S.30) који се говори првенствено у Јужноафричкој републици, где је један од једанаест службених језика, у Зимбабвеу, где је један од шеснаест службених језика и у Лесоту, где је и национални језик.
Попут свих банту језика, сесото је аглутинативни језик, који користи бројне суфиксе, променска правила и правила за извођење за изградњу целовитих речи.

### Софтвер
- Spell checker for OpenOffice.org and Mozilla, OpenOffice.org, Mozilla Firefox web-browser, and Mozilla Thunderbird email program in Sesotho.